# N (cantor)
Cha Hak-yeon (em coreano: 차학연; 30 de junho de 1990)  mais conhecido pelo seu nome artístico N (em coreano: 엔), é um cantor sul-coreano, ator, apresentador de televisão e rádio, assinado sob Jellyfish Entertainment. Estreou como membro do grupo sul-coreano VIXX em maio de 2012,  e começou sua carreira de ator em 2014 no romântico e melodrama "Hotel King", da MBC, como Noah.  Ele já teve papéis em "The Family is Coming" (2015), Cheer Up! (2015) e "Tomorrow Boy" (2016). N começou sua carreira como apresentador de rádio em maio de 2015 com seu show "VIXX N K-pop" na SBS Power FM. 

## Início de vida
Nascido em Changwon, Coreia do Sul, a família de N é composta por ele, seus pais, um irmão mais velho e duas irmãs mais velhas. N estudou na Howon University e passou um ano no Japão.  Antes de debutar com VIXX, N participou de um musical chamado "Gwanghwamun Love Song" e participou de competições de dança. Ele tinha um extenso histórico de dança, especializando-se em hip-hop, balé, jazz e contemporâneo. Em 2009, ele participou e venceu diversas competições realizadas por grandes agências de entretenimento, como SM, YG e JYP.  "His blindfold dance" que ele pessoalmente coreografou, ganhou o Grande Prêmio no "Korean Youth Dance Festival". 

## Carreira

### 2012–2013: Debut com VIXX e aparições em programas de variedades
N era um dos dez trainees que eram concorrentes no reality show de sobrevivência MyDOL  da Mnet e foi escolhido para fazer parte da formação final com outros 6 membros. VIXX finalmente debutou com Super Hero  em 24 de maio de 2012  no M! Countdown.  Antes de participar do MyDOL, N foi destaque nos vídeos musicais "Let This Die", de Brian Joo, e "Shake It Up", do Seo In-guk. 
No ano de 2012, após a estreia do VIXX, N tornou-se membro do elenco na segunda temporada do reality show da TVN "The Romantic & Idol". 
Em 2013 com o lançamento do álbum de VIXX "Jekyll" , N criou a coreografia para acompanhar a música-título "G.R.8.U" do mini-álbum "Hyde" repackaged;  Ele também apareceu no episódio 4 do drama The Heirs da SBS, ao lado de seus membros do grupo. Naquele mesmo ano, ele coreografou outras performances do VIXX para sua música "Light Up the Darkness" e para uma performance especial no show "Dancing 9" com LoveStoned de Justin Timberlake. 

### 2014–2015: Big Byung, estreia como ator, MC-ing e Radio Hosting
Em 2014, N apareceu em muitos programas de variedades como membro de elenco, como o "4 Things Show" da Mnet , "First Day of Work Season 3" da TVN  e "Hitmaker" da MBC Every 1. Em Hitmaker, ele tornou-se membro do primeiro projeto do grupo de Jeong Hyeong-don e Defconn chamado "Big Byung", ao lado de seu companheiro de grupo Hyuk, Jackson do GOT7 e Sungjae de BtoB.  Indo pelo nome artístico Dol Baeki, N e o grupo criaram dois singles "Stress Come On" e "Ojingeo Doenjang (Hangul: 오징어 된장)". 
N foi escalado em seu primeiro drama de televisão em um papel coadjuvante como Noah, um empregado brilhante e animado do "Hotel King", o romântico-melodrama da MBC.  e apareceu com Hongbin como uma participação especial no MV "Peppermint Chocolate", de K.Will e Mamamoo feat Wheesung. 
Em 2015, N foi escalado em seu segundo drama televisivo em um papel coadjuvante como Cha Hak-yeon em "The Family Is Coming"  e também apareceu em Running Man juntamente com outros ídolos. Mais tarde ele se juntou a Eunhyuk e Kangin (ambos do Super Junior) como membros do elenco da "Bachelor's Party" da MBC Every 1.  Em 25 de abril de 2015, N juntou-se a Minho do Shinee e Yeri de Red Velvet como MC no Show! Music Core de 25 de abril de 2015 a 14 de novembro de 2015.  Em 2 de maio de 2015, o próprio programa de rádio "VIXX N K-pop", estreou na rádio com N como apresentador e companheiro de grupo Ken como um convidado fixo para o segmento de Quiz King (toda quarta-feira).  N também estava aparecendo no Kiss the Radio como um convidado fixo hospedado pelo Ryeowook do Super Junior.
Em 7 de julho de 2015, N foi para a escola na Hyundai Chungun High School, em Ulsan Coreia do Sul, por três dias como estudante do programa de variedades "Off to School" da JTBC, juntamente com outras celebridades.  No final de julho, N foi confirmado para se juntar ao elenco no programa de variedades de sobrevivência da SBS "Law of the Jungle in Nicaragua"; o show foi ao ar em setembro.  Em agosto de 2015, N foi apontado como co-MC no Weekly Idol com a Mina de AOA e Ha-young de Apink. Ele foi o MC do show com os principais MC's Jeong Hyeong-don e Defconn de 2 de setembro de 2015 a 24 de março de 2016  Em setembro de 2015, N foi escalado como Ha Dong-jae, um personagem que é brilhante e tem uma personalidade excêntrica no drama Cheer Up! da KBS que acompanha a vida de estudantes em uma escola de ensino médio de prestígio como eles formam um clube líder de alegria. 

### 2016 – presente: Web dramas, primeiro OST e estréia no teatro musical
Em fevereiro de 2016, N foi escalado em seu primeiro drama na web como Ahn Tae-pyung, um personagem que cuida de sua avó e três irmãos após a morte de seus pais na web drama "Tomorrow Boy", que foi ao ar na Naver TV Cast em março.  Em setembro, N participou de sua primeira trilha sonora original para um drama. Ele e Yeoeun do girl group Melody Day lançaram a música "Without You (Hangul: 니 가 없는 난)" para o drama W em 7 de setembro de 2016.  No mesmo mês, N foi escalado ao lado de Hongbin, membro do VIXX, e de Chanmi, da AOA, no drama on-line "What´s Up With These Kids?" que vai ao ar no Naver TV Cast em 16 de novembro.  Em novembro, N foi escalado para o musical "In The Heights" como o papel principal de Benny de 20 de dezembro de 2016 a 12 de fevereiro de 2017 no CJ Towol Theatre, no Seoul Arts Center.  Em julho de 2017, foi anunciado que ele também co-coreografou com Jane Kim a faixa 4 do álbum de debut do MYTEEN, intitulada '꺼내 가' ('Take it out). 

## Discografia

### Singles
| Título                                                                              | Ano                | Melhores posições nas paradas | Vendas             | Álbum              |
| Título                                                                              | Ano                | KOR Gaon                      | Vendas             | Álbum              |
| Como Artista Líder                                                                  | Como Artista Líder | Como Artista Líder            | Como Artista Líder | Como Artista Líder |
| ----------------------------------------------------------------------------------- | ------------------ | ----------------------------- | ------------------ | ------------------ |
| "Cactus" (선인장)                                                                   | 2018               | —                             | N/A                | Non-album single   |
| Colaborações                                                                        |                    |                               |                    |                    |
| "Stress Come On" (with Hyuk, Jackson and Sungjae as Big Byung)                      | 2014               | —                             | N/A                | Non-album singles  |
| "Ojingeo Doenjang" (오징어 된장) (with Hyuk, Jackson and Sungjae as Big Byung)      | 2015               | —                             | N/A                | Non-album singles  |
| Trilhas sonoras originais                                                           |                    |                               |                    |                    |
| "Without You" (니가 없는 난) (with Yeoeun of Melody Day)                            | 2016               | 98                            | - KOR: 26,260+     | W OST Part.9       |
| "—" denota lançamentos que não foram gráficos ou não foram lançados naquela região. |                    |                               |                    |                    |

### Outras gravações
| Ano  | Canção           | Nota                 |
| ---- | ---------------- | -------------------- |
| 2015 | "Higher Than Me" | Shin Seung-hun cover |
| 2017 | "Tearful"        | Go Han-woo cover     |

### Créditos como compositor
| Ano  | Canção              | Álbum                                                          | Artista | Função                |
| ---- | ------------------- | -------------------------------------------------------------- | ------- | --------------------- |
| 2017 | "Cactus" (サボテン) | Lalala ~ Thank you for your love ~ (ラララ ～愛をありがとう～) | VIXX    | Letrista e compositor |
| 2018 | "Resemble" (닮아)   | Eau De VIXX                                                    | VIXX    | Lyricist and composer |

## Filmografia

### Dramas de televisão
| Ano  | Título                     | Função        | Rede          | Notas                                              |
| ---- | -------------------------- | ------------- | ------------- | -------------------------------------------------- |
| 2013 | The Heirs                  | Ele mesmo     | SBS           | breve aparição com os membros do VIXX (Episódio 4) |
| 2014 | Hotel King                 | Noah          | MBC           | Papel de apoio                                     |
| 2015 | The Family is Coming       | Cha Hak-yeon  | SBS           | Papel de apoio                                     |
| 2015 | Cheer Up!                  | Ha Dong-jae   | KBS           | Segunda ligação masculina                          |
| 2016 | Tomorrow Boy               | Ahn Tae-pyung | Naver TV Cast | Web série, papel principal                         |
| 2016 | What’s Up With These Kids? | Choi Geum-son | Naver TV Cast | Web série, elenco principal                        |
| 2017 | Tunnel                     | Park Kwang-ho | OCN           | Papel de apoio                                     |
| 2017 | Ms. Perfect                | Brian Lee     | KBS2          | Papel de apoio                                     |
| 2018 | Familiar Wife              | Kim Hwan      | TVN           | Papel de apoio                                     |
| 2018 | Red Moon, Blue Sun         | Lee Eun-ho    | MBC           | Papel principal                                    |

### Aparições em TV e programas de variedades
| Ano     | Título                         | Rede        | Notas                                                              |
| ------- | ------------------------------ | ----------- | ------------------------------------------------------------------ |
| 2012    | The Romantic & Idol Season 2   | TVN         | Membro do elenco                                                   |
| 2014    | 4 Things Show                  | Mnet        | Estrela principal                                                  |
| 2014    | Hitmaker                       | MBC Every 1 | Membro do elenco                                                   |
| 2014    | First Day Of Work Season 3     | TVN         | Membro do elenco                                                   |
| 2015    | Hitmaker Season 2              | MBC Every 1 | Membro do elenco                                                   |
| 2015    | Show! Music Core               | MBC         | Co-apresentador com Yeri (Red Velvet) e Minho (SHINee)             |
| 2015    | Bachelor's Party               | MBC Every 1 | Membro do elenco                                                   |
| 2015    | 100 People, 100 Songs          | JTBC        | Concorrente                                                        |
| 2015    | Off to School                  | JTBC        | Membro do elenco (Episódios 53–56)                                 |
| 2015    | Law of the Jungle in Nicaragua | SBS         | Membro do elenco (Episódios 181–184)                               |
| 2015-16 | Weekly Idol                    | MBC Every1  | MC Assistente com Mina (AOA) e Ha-young (Apink)                    |
| 2016    | Celebrity Bromance             | MBig TV     | Membro do elenco, 7 ª temporada com Lee Won-keun                   |
| 2017    | King of Mask Singer            | MBC         | Concorrente como "Got My Favorite Dartman" (Episódio 101)          |
| 2017    | Lipstick Prince                | OnStyle     | Membro do elenco (segunda temporada)                               |
| 2018    | Music Bank                     | KBS         | Co-apresentador com Ahn Sol-bin (Episódio 929)                     |
| 2018    | Battle Trip                    | KBS2        | MC especial (episódio 78) Concorrente com Hongbin (Episódio 91-93) |

## Rádio
| Ano  | Estação      | Título       | Notas                                                  |
| ---- | ------------ | ------------ | ------------------------------------------------------ |
| 2015 | SBS Power FM | VIXX N K-pop | Anfitrião de 2 de maio de 2015 a 2 de novembro de 2015 |

## Musicais
| Ano     | Título                | Função          | Notas           |
| ------- | --------------------- | --------------- | --------------- |
| 2012    | Gwanghwamun Love Song | N/A             | Papel de apoio  |
| 2016-17 | In The Heights        | Benny           | Papel principal |
| 2017    | Interview             | Gordon Sinclair | Papel principal |